# Heeßen
Heeßen ist eine Gemeinde im Landkreis Schaumburg in Niedersachsen. Sie ist Mitgliedsgemeinde der Samtgemeinde Eilsen.

## Geografie

### Geografische Lage
Die Gemeinde liegt im nördlichen Bereich des Naturparks Weserbergland Schaumburg-Hameln zwischen Minden und Hameln am westlichen Ausläufer des Bückeberges.

### Nachbargemeinden
Im Uhrzeigersinn sind dieses die Gemeinden Bad Eilsen und Buchholz, die Stadt Rinteln sowie die Gemeinde Luhden. Zu Bad Eilsen gibt es eine zusammenhängende Ortslage.

## Geschichte
Die älteste erhaltene urkundliche Erwähnung als Hesen im Calenberger Urkundenbuch stammt aus dem Jahr 1284. Der Name erklärt sich aus Haus des Hasso oder Hesso. Weitere Namensnennungen waren 1303 de Hessenhusen, 1387 to Hezensen und Hetzensen, 1393 Hesensen, 1412 Hessenssen, 1465 to Hesenhusen, 1550 Heißensenn, 1559 Heßensen und 1640 Heißen.
1871 ist Heeßen Landgemeinde. Verwaltungsmäßig gehörte der Ort bis 1884 zur Vogtei und Amt Arensburg, das 1885 in den Landratsamtsbezirk Bückeburg-Arensburg überging. Von 1899 bis April 1948 war der Kreis Bückeburg zuständig. Im April 1948 wurde der Landkreis Schaumburg-Lippe Rechtsnachfolger.
Zum 1. März 1974 schlossen sich die Gemeinden Heeßen, Ahnsen, Bad Eilsen, Buchholz und Luhden zur Samtgemeinde Eilsen zusammen und wurden 1977 dem neugebildeten Landkreis Schaumburg angegliedert.

## Religion
- Die evangelischen Christen gehören zur ev.-luth. Kirchengemeinde Bad Eilsen.
- Die katholischen Gläubigen gehören zur Kirchengemeinde St. Marien Bückeburg.

## Politik

### Gemeinderat
Der Rat der Gemeinde besteht aus elf Ratsmitgliedern. Dies ist die festgelegte Anzahl für eine Gemeinde mit einer Einwohnerzahl zwischen 1001 und 2000 Einwohnern, die einer Samtgemeinde angehört. Die Ratsmitglieder werden durch eine Kommunalwahl für jeweils fünf Jahre gewählt.
|      | CDU     | SPD     | WGH     | parteilos | Grüne  | Gesamt   |
| 2021 | 4 Sitze | 4 Sitze | 2 Sitze | -         | 1 Sitz | 11 Sitze |
| 2016 | 4 Sitze | 4 Sitze | -       | 2 Sitze * | 1 Sitz | 11 Sitze |
| 2011 | 5 Sitze | 4 Sitze | 1 Sitz  | -         | 1 Sitz | 11 Sitze |

WGH: Wählergemeinschaft Heeßen
(Stand: Kommunalwahl am 12. September 2021)

### Bürgermeister
Ehrenamtlicher Bürgermeister der Gemeinde Heeßen ist Frank Harmening (CDU). Seine erste Stellvertreterin ist Angelika Möhler (CDU), der zweite Stellvertreter ist Jürgen Selig (SPD).

## Wirtschaft und Infrastruktur

### Öffentliche Einrichtungen
- Turnhalle und Sportplatz sind vorhanden.
- Für öffentliche Sicherheit und Ordnung ist das Polizeikommissariat Bückeburg zuständig. Im Tagesdienst ist eine Polizeistation in Bad Eilsen besetzt.
- Den Brandschutz und die allgemeine Hilfe stellt die Freiwillige Feuerwehr Luhden sicher.

### Bildung
Für die vorschulische Erziehung sind zwei Kindergärten vorhanden. Die einzige Grundschule der Samtgemeinde befindet sich in Heeßen. Weiterführende Schulen befinden sich in Obernkirchen, Bückeburg und Rinteln.

### Verkehr
- Die nächste Autobahnanschlussstelle ist Bad Eilsen an der Bundesautobahn 2 Hannover-Dortmund, etwa 3 km entfernt.
- Südlich der Gemeinde verläuft die Bundesstraße 83, die von Bückeburg nach Hameln führt.
- Die nächstgelegenen Bahnhöfe mit Personenverkehr befinden sich in Bückeburg und Rinteln.
- Der ÖPNV wird von der Schaumburger Verkehrs-Gesellschaft mit der Linie 2006 und der Firma Rottmann & Spannuth mit der Linie 31 bedient.